# Álmodnak-e az androidok elektronikus bárányokkal?
Az Álmodnak-e az androidok elektronikus bárányokkal? (Do Androids Dream of Electric Sheep?) 1968-ban megjelent science fiction regény Philip K. Dick tollából. A mű cselekménye két szálon fut. Az egyik Rick Deckardról, az androidokat üldöző fejvadászról szól, a másik pedig John Isidore-ról, az android szimpatizáns, alacsonyabb intelligenciájú férfiról.
A regény története egy poszt-apokaliptikus, elképzelt közeljövőben játszódik. A harmadik világháború után járunk, ahol a Föld népessége drasztikus csökkenésen esett át a nukleáris bombák miatt, melyeket a háborúban használtak fel. A legtöbb állatfaj kihalt a radioaktivitás következtében, így az élő házi kedvencek státusszimbólummá váltak. Az állatoknál csak az emberek empátiája vált értékesebbé.
Deckardot megbízzák hat Nexus-6 típusú android kiiktatásával, melyek a legújabb, legerősebb és legintelligensebb modellek. Képtelenek az együttérzésre, így a fejvadászok empátiatesztjeivel kiszűrhetőek. Deckard így próbálja behatárolni az emberek és az androidok közötti különbségeket. Ennek ellenére eltöpreng azon, hogy pontosan hol kezdődik az ember, és hol az android.
A regényt kétszer adták ki Magyarországon. Először 1993-ban adta ki a Valhalla Páholy, Álmodnak-e az androidok elektromos bárányokról? címen. Második alkalommal az Agave Könyvek adta ki 2005-ben, kiegészítve három irodalomtörténész tanulmányával.
Ez a könyv szolgáltatta az alapot Ridley Scott 1982-ben bemutatott kultuszfilmjéhez, a Szárnyas fejvadászhoz.

## Cselekménye
A mű cselekménye egy alternatív 1992-ben – 2021 az újabb kiadásokban – játszódik, San Franciscóban. Rick Deckard, a regény főszereplője, egy fejvadász, akinek a feladata a marsi kolóniákról a Földre menekülő androidok elpusztítása. A másik fontos szereplő J.R. Isidore, aki egy mesterséges állatokat megjavító klinikánál dolgozik. Isidore az alacsony intelligenciaszintje miatt nem emigrálhatott a Marsra.
Deckardot fejvadász társa, Dave Holden súlyos sebesülése után bízzák meg a hat szökött Nexus 6-os android „nyugalmazásával”. A fejvadász először a Rosen Társaság székhelyére tart, hogy egy Voight-Kampff empátiatesztet futtasson le a társaság fejének unokahúgán, Rachelen. A teszt eleinte sikertelen, de Deckard újra megpróbálkozik vele, ezúttal már pozitívabb eredményekkel. Megnyugtatja Rachelt, hogy nem szerepel a célpontjai között.
Legelső áldozata egy szláv férfi, akit a Szovjetunióból küldtek Deckard mellé. A következő célpont egy művésznő, akin nem sikerül elvégeznie a tesztet, mert az hívja a rendőrséget. Deckardot egy számára ismeretlen rendőrkapitányságra viszik, ahonnét egy másik fejvadász, Phil Resch menti ki. Deckard nem biztos "társa" identitását illetően, ezért rajta is elvégzi az empátiatesztet, negatív eredménnyel. Együtt kiiktatják a művésznőt – pontosabban Resch lövi le –, majd elválnak útjaik. Deckard megjegyzi, hogy Resch a fejvadászok mintapéldája, ellentétben saját magával, mert megkérdőjelezi tettei helyességét.
Fizetéséből vásárol egy valódi kecskét, majd hazaviszi a feleségéhez. Ezután Rachellel találkozik, aki le akarja beszélni őt az androidok kiiktatásáról. Egy motelben szeretkeznek, majd Deckard megindul Isidore lakása felé.
Isiodore befogadja Rachel külsőre megegyező másolatát, Pris Strattont. Később még két android – köztük Roy Baty – érkezik a lakásba. A férfi az androidokkal nézi Baráti Bustert, aki szintén közülük való. Buster bebizonyítja, hogy Mercer, akire a földiek istenként tekintenek, csak egy csaló színész. Isidore kiábrándul mesterséges barátaiból, amikor megfigyeli, ahogy Pris egy pókot foszt meg néhány lábától egy olló segítségével. A helyszínre érkező fejvadásznak kiadja az androidokat, majd elengedi a pókot. Deckard könnyűszerrel végez a célpontjaival, ezzel bezsebelve a fővadász címet, és a bolygó legjobb fejvadászának járó elismerést.
Hazatérve felesége mondja neki, hogy látta Rachelt, ahogy megöli a kecskéjüket. Deckard tudja, hogy az androidnő bosszúból cselekedett. Sajnálta a kecskét, de örült, hogy a feleségét megkímélte. Ezután egy sivatagba tér meditálni, ahol egy vízkereszt után talál egy békát. Hazaviszi a feleségéhez, majd miután megtudta, hogy a béka is mesterséges, fáradtan lerogy az ágyába. A felesége rendel mesterséges legyeket telefonon keresztül, hogy legyen mivel etetni a békát, melyet saját állítása szerint a férje "imád".

## K. W. Jeter folytatásai
Philip K. Dick egyik barátja, K. W. Jeter írt három regényt, melyek folytatásául szolgának az Álmodnak-e az androidok elektronikus bárányokkal?-nak, és a Szárnyas fejvadásznak is. Ezek pedig: Szárnyas fejvadász 2. – Az emberi tényező (1995), Blade Runner 3: Replicant Night (1996) és a Blade Runner 4: Eye and Talon (2000). Rick Deckard történetét folytatják, de nem a regényben szereplő fejvadászét, hanem a filmben bemutatott blade runnerét. Közben pedig igyekszenek betölteni a foltokat a könyv és a film között. A második részben például szerepel J. R. Isidore is.

## Feldolgozások

### Film
Hampton Fancher és David Peoples forgatókönyve alapján készült Ridley Scott rendezésében az 1982-ben bemutatott Szárnyas fejvadász. A film nemzetközi sikerének köszönhetően lett ismert a regény, és az írója is világszerte. Éppen ezért több, 1982 utáni kiadást elláttak a Szárnyas fejvadász logójával.

### Hangoskönyv
A regényt hangoskönyvben is kiadták két alkalommal. Az elsőt 1994-ben, Matthew Modine és Callista Flockhart elbeszélésével.
A következő hangoskönyvet 2007-ben adták ki. Egybeesett a Szárnyas fejvadász végső változatának megjelenésével. A felolvasó Scott Brick volt, körülbelül kilenc és félórás hanganyagot rögzítettek 8 CD-re. Ez a változat nem volt rövidített. A borítón a végső változat posztere volt látható.

### Színdarab
A színpadi adaptációt Edward Einhorn írta, és a 3LD színházban játszották 2010 novemberében és decemberében, New Yorkban.

### Képregény
1982-ben a Marvel Comics a filmfeldolgozáshoz készített egy különszámot, A Marvel Comics Super Special: Blade Runner címmel. Archie Goodwin írta, Al Williamson, Ralph Reese és Dan Green pedig illusztrálta.
A BOOM! Studios 2009-ben egy 24 számos limitált kiadású képregénysorozatban feldolgozta az Álmodnak-e az androidok elektronikus bárányokkal?-t. 2010 áprilisában a Boom! Studios bejelentette a szintén Dick történetén alapuló Dust to Dust képregénysorozatot, melyet 2010. május 26-án kezdtek kiadni. Chris Robertson írta a történetet, és Robert Andler illusztrálta.

## Díjak, elismerések
Nebula-díj (1968)
- jelölés: legjobb regény

Locus-díj (1998)
- Minden idők legjobb SF regénye 1990 előtt. (Helyezés: 51.)

## Magyar kiadások
Az Álmodnak-e az androidok elektronikus bárányokkal? három magyar fordításban is olvasható volt. Legelőször Gálvölgyi Judit fordítása jelent meg a régi Interpress Magazinban, Elektronikus bárány címen, két részletben, Ridley Scott filmjének képes illusztrációival. H. Nagy Péter a Descartes és az evolúció című esszéjében kitért Judit fordításának negatívumaira. Ezek közül az egyik a happy enddé történő torzítás volt, a másik pedig a cenzúra. A Gálvölgyi Judit-féle fordításban a Deckard által legelőször kiiktatott szovjet android származását először következetesen ázsiaira, majd európaira írta át a fordító. A cenzúra oka az volt, hogy a regény "rossz színben tüntette fel" a szovjet rendőröket. Ugyanis az android könnyen férkőzött be a soraikba. A rendőr nevét is átírta a franciás hangzású Poileux-ra.
A regénynek 1993-ban jelent meg egy új fordítása, Szántai Zsolt gondozásában. A Valhalla Páholy kiadásához a kiadó a Ballantine Books 1987-ben megjelentett változatának borítóját használta fel. A borítón és annak törzsén nagy betűkkel kiemelték a Szárnyas fejvadász logót, fölé pedig apróbb betűkkel írták ki a szerző nevét, és az Álmodnak-e az androidok elektromos bárányokról? címet. A borító hátteréül a film egyik posztere szolgált. H. Nagy Péter véleménye szerint itt volt a legérezhetőbb, hogy a kultuszfilm sikerét akarták meglovagolni.
A legutóbb, az Agave kiadó gondozásában megjelent magyar kiadásban már Pék Zoltán fordításával találkozhatunk. H. Nagy Péter „szakavatott”nak nevezte ezt a fordítást. Tartalmi és küllemi szempontból is eltér a korábbi változatoktól. A borító kis betűkkel hívja fel az olvasó figyelmét arra, hogy ez a regény szolgáltatta az alapot a Szárnyas fejvadászhoz.
- Szárnyas fejvadász. Álmodnak-e az androidok elektromos bárányokról?; ford. Szántai Zsolt; Valhalla Páholy, Bp., 1993
- Álmodnak-e az androidok elektronikus bárányokkal?; ford. Pék Zoltán; tan. Bényei Tamás: Az utolsó krimi, H. Nagy Péter: Descartes és az evolúció, Tillmann J. A.: Orcus neontüzében; Agave Könyvek, Bp., 2005